# San Leonardo in Settignano

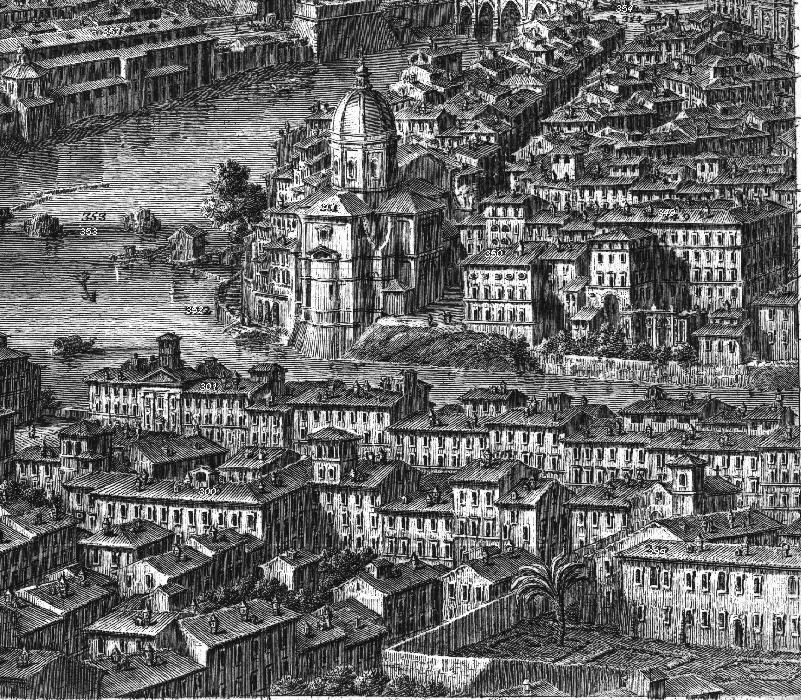
Neste detalhe da "Grande Vista de Roma" (1765), de Giuseppe Vasi, a pequena igreja está embaixo à esquerda (com o campanário e de costas para o rio), do outro lado do rio da grande igreja em primeiro plano, San Giovanni dei Fiorentini.

San Leonardo in Settignano, conhecida também como Santi Leonardo e Romualdo, era uma igreja de Roma que ficava localizada na Via della Lungara, no rione Trastevere. Era dedicada a São Leonardo de Camaldoli e a São Romualdo. O epíteto "Settignano" é uma referência à Porta Settimiana, uma das portas da Muralha Aureliana. Nas fontes, esta igreja era conhecida por vários outros nomes, como San Leonardo alla Lungara, San Leonardo de Ponte Grandinato, San Leonardo dei Camaldolesi e San Leonardo de Monte Grandinato.

## História
Esta igreja ficava localizada num distrito conhecido como Settignana (ou Settimiana) e ela foi mencionada pela primeira vez numa bula promulgada pelo papa Inocêncio III (r. 1198-1216). Ela também aparece num documento do pontificado do papa Nicolau IV (r. 1288-1292), no qual é chamada de San Leonardi de Ponte Grandinato, e no Catalogo di Torino (c. 1320) The church is also listed in the catalog of San Pio V as S. Leonardo, di di di Pietro . .
Nesta igreja, Santa Francisca de Roma e sua cunhada, Vannozza Santacroce, caíram no rio Tibre e foram milagrosamente salvas. Num pequeno edifício no jardim vizinho à igreja estava uma pintura comemorando o evento.
O papa Gregório XIII (r. 1572–1585), em 1578, entregou esta igreja aos camaldulenses de Monte Corona, que reconstruíram a igreja e erigiram um convento ao lado. Em 1704, o arquiteto Ludovico Gregorini construiu uma nova fachada.
Por iniciativa do papa Leão XII, um pequeno porto fluvial, conhecido como Porto Leonino, foi construído em 1827 nas imediações da igreja. Porém, ele foi logo demolido, já em 1853, quando a Ponte dei Fiorentini foi construída para ligar a Via della Lungara à igreja de San Giovanni dei Fiorentini. A construção da ponte também levou à demolição de San Leonardo, uma das poucas igrejas demolidas por ordem papal. O mosteiro acabou demolido para permitir a abertura do Lungotevere Gianicolense em 1887. Anos mais tarde, em 1942, a ponte acabou demolida para permitir a construção da nova Ponte Principe Amedeo Savoia Aosta.
A congregação sobrevive, mas é distinta dos Camaldolese Benedictine Congregation of Camaldoli, pois os monges de Monte Corona não são beneditinos.

## Interior

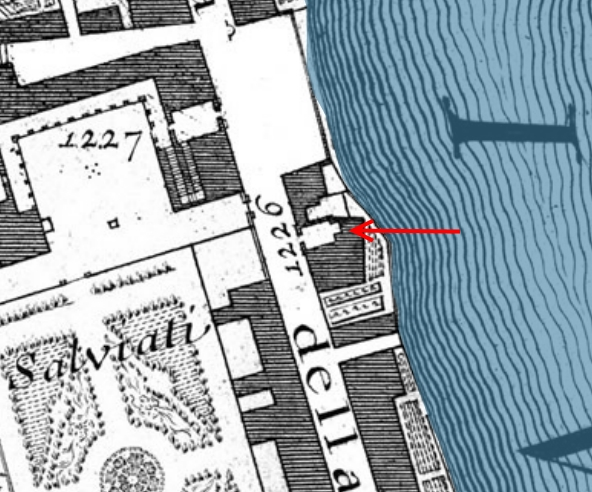
Vista no Mapa de Nolli (1748), no número 1226. No 1227 está o Palazzo Salviati alla Lungara.

Todo o complexo está hoje onde passa o lungotevere, imediatamente em frente da entrada do Palazzo Salviati na Via della Lungara; a muralha de contenção atual do rio Tibre marca a linha da antiga fachada. Apesar de ser uma igreja pequena, Giuseppe Vasi, em meados do século XVIII, escreveu que a decoração no interior era magnífica. Apesar de seu tamanho, ela tinha uma cúpula octogonal sobre o presbitério com um alto tambor e subdividido em oito porções. No centro, uma alta lanterna central.
O mosteiro estava pendurado, de forma precária, sobre a margem direita do rio e a água geralmente chegava até a abside da igreja. O altar-mor. A peça de altar principal era "Virgem Maria com os santos Leonardo e Romualdo", de Ercole Orfeo da Fano. Além dela, a igreja também abrigava uma "Virgem e o Menino com São Miguel e Santa Úrsula", de Allegretto Nuzi (1365).